# Dierama sertum
Dierama sertum är en irisväxtart som beskrevs av Olive Mary Hilliard. Dierama sertum ingår i släktet Dierama och familjen irisväxter. Inga underarter finns listade i Catalogue of Life.